# Novembre 1925

## Événements
- Portugal : majorité au parti démocrate à la chambre et au sénat.

- 10 novembre : nuit de Kersten. Aux Pays-Bas, le député protestant ultra-orthodoxe Gerrit Hendrik Kersten propose de supprimer l’ambassade néerlandaise au Vatican, ce qui provoque l’éclatement de la coalition des partis confessionnels et la chute du gouvernement.

- 23 novembre, France : chute du gouvernement du président du Conseil Painlevé.

- 26 novembre : premier vol du bombardier soviétique Tupolev ANT-4/TB-1.

- 28 novembre, France : Aristide Briand président du Conseil.

## Naissances
- 1er novembre : 
  - Didier-Léon Marchand, évêque catholique français, évêque émérite de Valence († 16 février 2022).
  - Félix-Roland Moumié, homme politique camerounais († 3 novembre 1960).
- 6 novembre : Michel Bouquet, comédien français († 13 avril 2022).
- 9 novembre : Giovanni Coppa, cardinal italien, nonce émérite en République tchèque († 16 mai 2016).
- 10 novembre : 
  - Richard Burton, acteur britannique († 5 août 1984).
  - David William Bauer, prêtre et entraîneur de hockey († 9 novembre 1988).
- 14 novembre : Colette Privat, personnalité politique française († 7 avril 2021).
- 17 novembre : 
  - Rock Hudson, (Roy Scherer Fitzgerald), acteur américain († du Sida 2 octobre 1985).
  - Horst Naumann, acteur allemand († 19 février 2024).
- 18 novembre : Pierre Bouladou, haltérophile français († 29 décembre 2022).
- 20 novembre : Robert Kennedy, homme politique américain († 5 juin 1968).
  - Colette Senghor, épouse de Léopold Sédar Senghor et première dame du Sénégal de 1960 à 1980 († 19 novembre 2019).
- 21 novembre : Jacques de Saint-Blanquat, évêque catholique français, évêque émérite de Montauban.
- 27 novembre : 
  - Bertold Hummel, compositeur allemand († 9 août 2002).
  - Claude Lanzmann, journaliste, écrivain, cinéaste et producteur de cinéma français († 5 juillet 2018).
  - Hope Sanderson, géologue néo-zélandaise († 6 mai 2016).

## Décès
- 7 novembre : Henri Roorda, écrivain et pédagogue suisse (° 30 novembre 1870)
- 9 novembre : Joseph Claussat, homme politique français, député de la Troisième République (° 12 octobre 1874).
- 13 novembre : Hassan Moghadam, écrivain iranien (° 1898).